# نو مرسی (۲۰۱۶)
نو مرسی (۲۰۱۶) (به انگلیسی: No Mercy) یک رویداد غیر رایگان (Pay-Per-View) در کشتی حرفه‌ای می‌باشد که توسط کمپانی دبلیودبلیوئی تهیه می‌شود و این دوره اش هم در ۹ اکتبر ۲۰۱۶ در مجموعه ورزشی گلدن 1 سنتر شهر ساکرامنتو ایالت کالیفرنیا برگزار شد. این دوازدهمین رویداد تحت عنوان نو مرسی بود. در این رویداد، کشتی‌گیران برند اسمَک‌دَون شرکت داشتند.

## زمینه‌سازی
نو مرسی شامل مسابقاتی بین دشمنی‌های موجود، ماجراهای پیش آمده و استوری‌هایی خواهد بود که پیش از این در برنامه‌های اسمَک‌دَون پخش شده بود. کشتی‌گیرها با توجه به مسابقات یا سری اتفاقاتی که برایشان رخ می‌دهد و تنش را به حد اکثر می‌رساند، نقش منفی یا قهرمان به خود می‌گیرند.
در سامِراِسلَم، ای‌جی استایلز مقابل جان سینا به برتری رسید تا رقیب شماره یک دین امبروز برای قهرمانی کمربند دبلیودبلیوئی شود. استایلز و امبروز در بک‌لش به مصاف هم رفتند که سرانجام استایلز دور از چشمان داور مسابقه با یک ضربه غیرقانونی(Low Blow) و پس از آن با حرکت تمام کنند خود یعنی استایلز کلَش مقابل امبروز به پیروزی رسید و قهرمان جدید کمربند دبلیودبلیوئی جهان شد. دو روز بعد در اسمک‌داون، جان سینا وارد رینگ شد تا از استایلز درخواست یک مسابقه مجدد کند؛ البته اینبار بر سر کمربند دبلیودبلیوئی تا با پیروزی بر استایلز، بتواند هم ردیف ریک فلر با شانزده بار قهرمانی شود. این در حالی بود که دین امبروز هم خواهان مسابقه مجدد خود بعد از آن باخت بود. بنابراین شین مک‌ماهون مدیر اسمک‌دوان وارد رینگ شد و اعلام کرد که در نو مرسی، این سه کشتی‌گیر طی یکم مسابقه تریپل ترت برای قهرمانی کمربند دبلیودبلیوئی به مصاف هم خواهند رفت. در اسمک‌داون ۲۷ سپتامبر، امبروز طی یک مسبقه برای کمربند مقابل استایلز شکست خورد و در پایان مسابقه، سینا وارد شد و روی هر دوی آن‌ها حرکت تمام‌کننده خود را اجرا کرد. زیرا امبروز قبلاً همین کار را با او کرده بود و استایلز هم در همان لحظه قصد این کار را داشت.
هیث اسلِیتر و راینو در بک‌لش مقابل د اوسوس (جیمی و جِی اوسو) به پیروزی رسیدند و اولین قهرمانان کمربندهای تگ تیم اسمک‌داون شدند، و اسلیتر هم سرانجام قرارداد کار در اسمک‌داون را به‌دست آورد. در اسمک‌داون ۲۰ سپتامبر، د اوسوس مقابل تیم امریکن آلفا به پیروزی رسیدند و رقیب شماره یک قهرمانان تگ تیم در نو مرسی شدند.
در بک‌لش، بعد از اینکه ماریس ماده‌ای را در صورت دالف زیگلر پاشید، د میز مقابل زیگلر پیروز شد تا کمربند بین قاره‌ای خود را حفظ کند. دو هفته بعد در اسمک‌داو، زیگلر دوباره مقابل میز شکست خورد تا میز همچنان قهرمان بماند. هفته بعد در اسمک‌داون، زیگلر که چیزی برای از دست دادن نداشت، از میز تقاضا کرد تا فقط یک بار دیگر به او شانس مسابقه برای کمربند را بدهد و اگر زیگلر شکت خورد، کار کشتی حرفه‌ای خود را برای همیشه کنار خواهد گذاشت. میز با شنیدن این حرف، درخواست او را پذیرفت و قرار شد این دو در نو مرسی به مصاف هم بروند.
در بک‌لش، رندی اورتن بخاطر حمله بری وایت در رختکن مصدوم شده و در رینگ حاضر نشد و بنابراین وایت با قانون جریمه پیروز مسابقه اعلام شد. در هفته‌های پس از آن، وایت و اورتن به تحریک یکدیگر پرداختند تا اینکه در ۲۸ سپتامبر اعلام شد این دو در نو مرسی مقابل هم قرار میگیرند.

## نتایج
| #                                                                                                 | نتایج | نوع مسابقه                                                                                                  | مدت زمان |
| ------------------------------------------------------------------------------------------------- | --- | --- | -------- |
| ۱پ                                                                                                | د هایپ بروز (زک رایدر و موجو راولی) و امریکن آلفا (جیسون جردن و چاد گیبل) پیروز مقابل دِ اَسِنشَن (کانِر و ویکتور) و د وودویلنز (ایدن اینگلیش و سایمون گاچ) | مسابقه تگ تیم هشت نفره                                                                                      | 9:00     |
| ۲                                                                                                 | ای‌جی استایلز (c) پیروز مقابل دین امبروز و جان سینا | مسابقه تریپل ترت برای قهرمانی کمربند دبلیودبلیوئی                                                           | 21:40    |
| ۳                                                                                                 | نیکی بِلا پیروز مقابل کارملا | مسابقه تک نفره                                                                                              | 8:05     |
| ۴                                                                                                 | راینو و هیث اسلیتر پیروز مقابل د اوسوس (جیمی و جِی اوسو)                                                                                                | مسابقه تگ تیم برای قهرمانی کمربندهای تگ تیم اسمک‌داون                                                        | 10:20    |
| ۵                                                                                                 | بارون کوربین پیروز مقابل جک سوئگز | مسابقه تک نفره                                                                                              | 7:30     |
| ۶                                                                                                 | دالف زیگلر پیروز مقابل د میز (c) (با همراهی ماریس) | مسابقه کار در برابر کمربند قهرمانی برای قهرمانی کمربند بین قاره‌ای اگر زیگلر میباخت، مجبور به بازنشستگی بود. | 19:45    |
| ۷                                                                                                 | نِیومی پیروز مقابل الکسا بلیس * | مسابقه تک نفره                                                                                              | 5:25     |
| ۸                                                                                                 | بری وایت پیروز مقابل رندی اورتن | مسابقه تک نفره                                                                                              | 15:40    |
| - (c) – نشان‌دهنده قهرمان(هایی) است که به میدان می‌روند - پ – نشان‌دهنده این است که مسابقه در پری–شو | | |          |

- الکسا بلیس قرار بود مقابل بکی لینچ برای کمربند قهرمانی او مسابقه دهد ولی لینچ کمتر از یک روز قبل از این رویداد آسیب دید تا نیومی مقابل بلیس قرار بگیرد.